# Konklawe

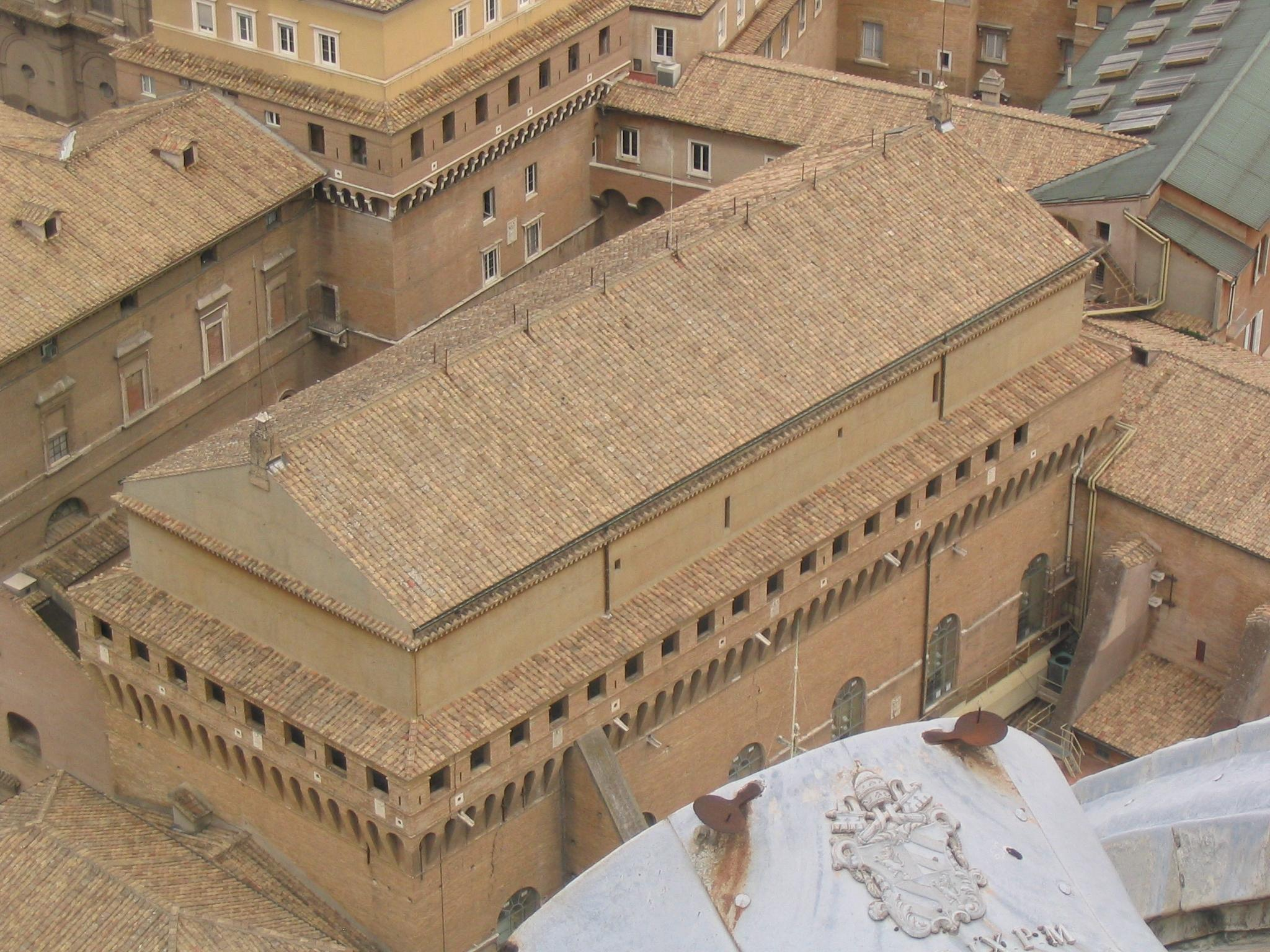
Budynek Kaplicy Sykstyńskiej, w której odbywa się konklawe

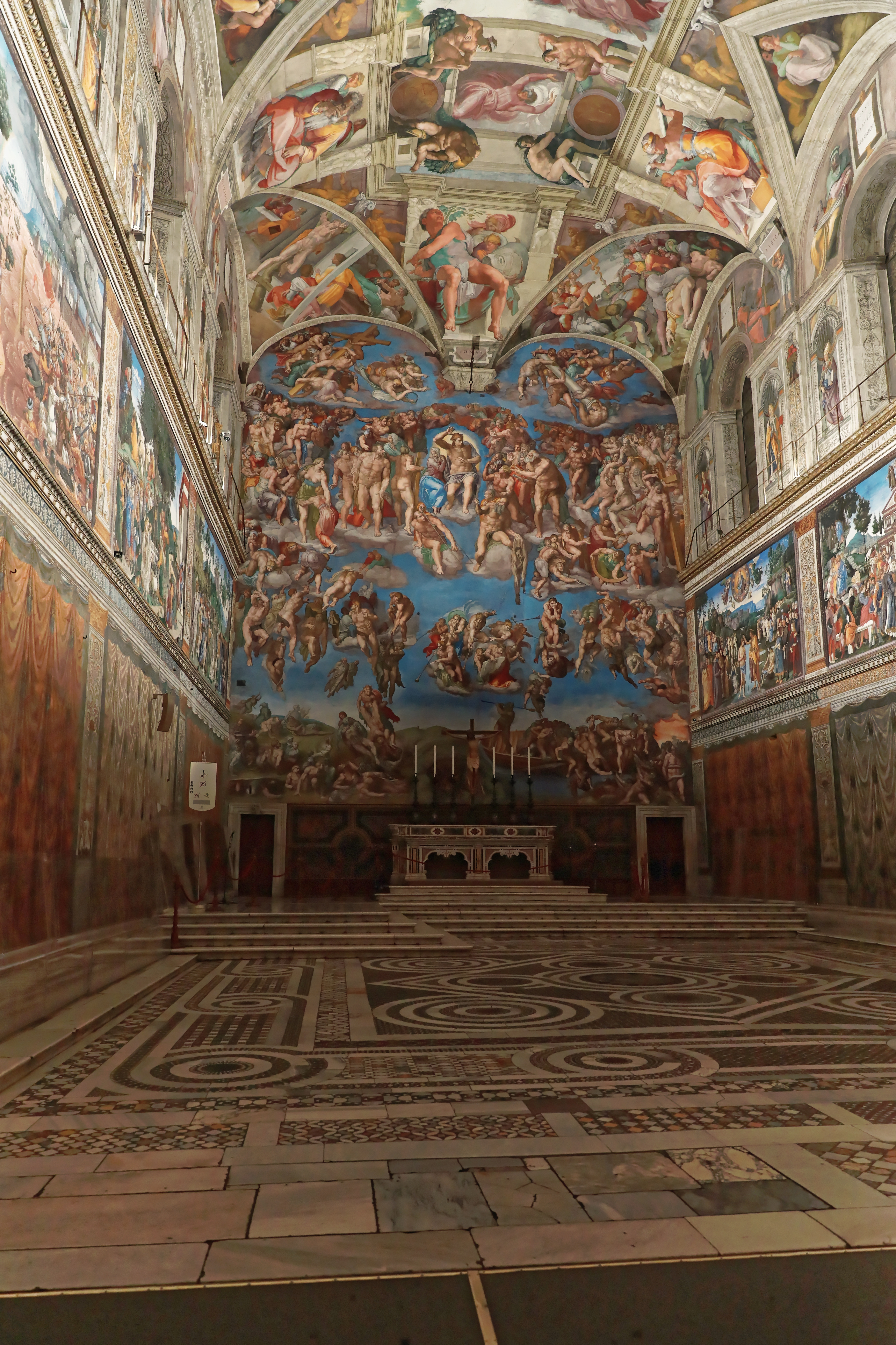
Wnętrze Kaplicy Sykstyńskiej

Konklawe (łac. conclave, od cum clavis, zamknięcie pod kluczem) – ogólne zgromadzenie kardynałów dla wyboru papieża. Pierwszy raz terminem tym posłużył się papież Grzegorz X w konstytucji apostolskiej Ubi Periculum 1274, która przyznała prawo wyboru nowego papieża tylko przez kardynałów. 
Obecnie konklawe odbywa się w Kaplicy Sykstyńskiej. Jest ono poprzedzone okresem sediswakancji (sede vacante). Zwoływane jest po 15 dniach od śmierci lub rezygnacji papieża (termin ten może z ważnych przyczyn być wydłużony o kilka dni, maksimum do dni 20). 
Zgodnie z „Konstytucją Apostolską Universi Dominici gregis o wakacie Stolicy Apostolskiej i wyborze biskupa rzymskiego” z 1996 w skład konklawe wchodzą kardynałowie elektorzy, czyli wyłącznie ci, którzy w dniu zaistnienia wakatu Stolicy Apostolskiej nie osiągnęli jeszcze wieku osiemdziesięciu lat, a  maksymalna liczba elektorów biorących udział w konklawe jest określona na 120 kardynałów. Głosowanie musi być tajne, pisemne i wyrażane indywidualnie (per scrutinium). Głosowanie kończy się wyborem nowego papieża, jeśli co najmniej 2/3 głosów zostanie oddanych na jednego kandydata. Kardynał prowadzący konklawe pyta wybranego „Czy przyjmujesz twój kanoniczny wybór na Biskupa Rzymskiego?”. Po wyrażeniu zgody nowy papież wybiera imię. Z chwilą wyrażenia zgody wybrany staje się natychmiast pełnoprawnym papieżem (za wyjątkiem sytuacji, gdy wybrany nie ma jeszcze święceń biskupich – w takiej sytuacji musi być natychmiast konsekrowany). Publiczne ogłoszenie przez kardynała protodiakona faktu dokonania wyboru kończy okres sediswakancji.

## Proces kształtowania sukcesji apostolskiej

### Kościół starożytny
W ciągu wieków różnie wybierano biskupów, także biskupa Rzymu. Przypisywana Hipolitowi Rzymskiemu Tradycja apostolska z ok. 215 roku zawierała opis tradycji apostolskich, struktury pierwotnego Kościoła, a także sakry biskupiej. Tekst wskazywał poszczególne etapy wyboru głowy lokalnej wspólnoty, „by wyświęcić na biskupa tego, kto został wybrany przez cały lud”. W pierwszym kroku członkowie gminy dokonywali wyboru, ale po tym następowało „nałożenie rąk” przez innych biskupów. Opisywana przez autora tekstu procedura prawdopodobnie była wprowadzona już sto lat wcześniej. Kształtowanie się tzw. episkopatu monarchicznego jest przedmiotem badań i studiów. Sprawowanie lokalnej władzy przez kolegium prezbiterów ustępowało ustanawianiu biskupów. Wiadomo, że w połowie II w. w gminy chrześcijańskie położone w basenie Morza Śródziemnego miały już ustanowionych swoich biskupów. Pod koniec II w. w chrześcijaństwie powszechne było uznanie szczególnej, przewodniej roli, jaką pełnił Kościół rzymski, który był nośnikiem tradycji działających tam apostołów Piotra i Pawła. Nie bez znaczenia był fakt ich męczeństwa w tym właśnie mieście. Kościół pierwotny wykazywał silne zainteresowanie funkcją i osobą Piotra, który od Jezusa miał otrzymać pierwszeństwo w gronie apostołów. Dodatkowo pozycję rzymskiego Kościoła umacniał fakt, iż Rzym był stolicą cesarstwa. Gdy między lokalnymi Kościołami pojawiły się spory co do sposobu wyznaczania daty świętowania Wielkanocy, biskup Smyrny Polikarp, który był uczniem Jana Ewangelisty, przybył do Rzymu (ok. 160 roku), by tę kwestię uzgadniać z Anicetem, ówczesnym rzymskim biskupem. Sprawujący kilkadziesiąt lat później władzę nad rzymskim Kościołem Wiktor I narzucił kościołom lokalnym rzymski termin Wielkanocy i zagroził wspólnotom, które by się nie zastosowały do tego zwyczaju, że zostaną wykluczone z jedności (komunii) z Rzymem i innymi kościołami partykularnymi. W latach 80. II w. Ireneusz z Lyonu w dziele Adversus haereses (Przeciw herezjom) podkreślał, iż z rzymskim Kościołem „w którym dla wszystkich ludzi na zawsze zachowana została tradycja pochodząca od apostołów” zgodzić się powinien każdy lokalny Kościół. Na pewno do czasów Konstantyna Wielkiego, czyli do przełomu III i IV wieku biskupi, a także papież, wybierani byli przez członków gminy chrześcijańskiej. Lud rzymski obwoływał nowego papieża, a duchowieństwo jego osobę akceptowało. Tym samym procedura wyboru następców Piotra Apostoła nie różniła się od metody wyboru biskupów lokalnych.
Napięcia związane z wyborem kolejnego biskupa rzymskiego Kościoła ujawniły się na początku III w., gdy po śmierci Zefiryna na głowę lokalnej wspólnoty wybrany został Kalikst I (ok. 217 lub 218). Z wyborem nie zgodził się Hipolit Rzymski, wraz ze swoimi zwolennikami. Hipolit podważał działania Kaliksta I, zarzucając mu pobłażliwość i błędy doktrynalne. Nie wiadomo, czy formalnie doszło do konkurencyjnego wyboru, ale Hipolit jest postrzegany jako pierwszy antypapież. Rozbieżności potęgowały się w następnych latach i zwolennicy Hipolita nie uznali także wyborów następnych papieży: Urbana I i Poncjana. Po gwałtownej śmierci cesarza Aleksandra Sewera nastąpiły zmiany w polityce Rzymu. Aresztowany został Hipolit, a także Poncjan. Ten, po skazaniu na ad metalla (ciężkie roboty) 28 września 235 zrzekł się urzędu. Swoich roszczeń zrzekł się także Hipolit. Następne wybory biskupa przebiegły już bez takich napięć, ale życie polityczne coraz częściej miało wpływ na losy biskupów Rzymu.
Historia kościelna Euzebiusza z Cezarei przywołuje opowieść (VI, 29,2–4), że podczas wyboru jednego z kolejnych biskupów, za boskie wskazanie uznano fakt, że na jednym zebranych mężczyzn usiadła gołębica. W taki sposób miał być wyłoniony Fabian, ale już po wyborze jego następcy (Korneliusza) znów doszło do rozłamu. Tym razem z wyborem nie zgodził się Nowacjan, który został drugim w historii antypapieżem. Pozycję Korneliusza umocniło wówczas poparcie Dionizego Aleksandryjskiego i Cypriana z Kartaginy oraz synod około 60 biskupów, który zaaprobowali pogląd Korneliusza o możliwości ponownego przyjęcia do Kościoła tzw. lapsi (upadłych). W okresie sprawowania urzędu przez Stefana I (254–257) doszło do kolejnego umacniania się szczególnej roli biskupa Rzymu w stosunku do biskupów lokalnych. Dwóch hiszpańskich biskupów skierowało do niego odwołanie od decyzji lokalnego synodu, który ich usuwał z urzędu, a Stefan I uznał swoje kompetencje w tej sprawie i wydał decyzję. Nieco później do Stefana I zwrócił się Cyprian z Kartaginy, domagając się by usunął z urzędu Marcjana z Arles, i choć Stefan I odrzucił prośbę, to znamienne było samo odwołanie się do jego decyzji w sprawach diecezji w Galii. Stefan I odrzucił później prośbę Cypriana z Kartaginy w sprawie potwierdzenia decyzji lokalnych synodów (255 i 256) w sprawie sposobu przyjmowania do wspólnoty Kościoła heretyków, ochrzczonych już we wspólnotach, które nie miały jedności z lokalnym biskupem. To kolejna sprawa, w której zdanie biskupa Rzymu okazywała się decydująca. Pozycja papieża była także wyrażana w listach Cypriana, który pisał, iż Stefan rościł sobie „posiadanie sukcesji Piotra, na którym stoją fundamenty Kościoła”
Gdy w 313 Konstantyn ogłosił edykt mediolański, w którym dopuścił możliwość publicznego wyznawania chrześcijaństwa w granicach Cesarstwa Rzymskiego wpływy polityki na władze Kościoła uległy znacznemu nasileniu. Konstantyn był zainteresowany tym, by uzyskać jak największe poparcie chrześcijan oraz by rozciągnąć jak największą władzę na Kościołem. W Rzymie głowa państwa była pojmowana jako Pontifex maximus, a Konstantyn, który poprzez okazaną przychylność, liczne dotacje i ulgi w podatkach, zyskiwał sobie coraz większy wpływ na decyzje w Kościele rzymskim. Prymat tamtejszego biskupa stawał się sukcesywnie charakter honorowy, a do lokalni biskupi do cesarza kierowali swoje prośby o rozwiązanie sporów, Konstantyn zwoływał sobory i narzucał swoją wolę. Takie związanie Kościoła z państwem skutkowało tym, że hierarchie kościelne mogły wprowadzać w życie swoje racje tylko przy poparciu cesarza. Papież nie był zapraszany do udziału w decyzjach dotyczących Kościoła, a wpływ cesarza rozciągał się także na kontrolę wyboru kolejnych biskupów Rzymu. Historia ingerencji władzy świeckiej na wybory kolejnych papieży trwała co najmniej do XI w.

### Reformy w XI w.
Desygnowany na papieża w 1048 roku przez cesarza Henryka III Salickiego Bruno, hrabia Egisheim-Dagsburg wstrzymał się z akceptacją wyboru do czasu wyrażenia opinii przez lud Rzymu i przyjął wybór dopiero w następnym roku, przyjmując imię Leona IX. Henryk III oczekiwał podporządkowania się przez papieża jego woli, ale Leon dość szybko otoczył się grupą doradców-reformatorów. W tym gronie rodziło się przekonanie, że kluczowym narzędziem do odnowy Kościoła będzie potwierdzenie prymatu papieża. (Jedną z konsekwencji dość dynamicznie wyrażanych przekonań był fakt złożenia 16 lipca 1054 roku przez kardynała Humberta złożył na ołtarzu w Hagia Sofia bulli ekskomunikującej patriarchę Konstantynopola Michała Cerulariusza, w następstwie czego powstał rozłam w chrześcijaństwie na Kościół wschodni i zachodni). 
Bezpośrednią konsekwencją reform Leona IX była potrzeba wyjęcia wyboru papieża spod kontroli świeckiej. Okazja pojawiła się dość szybko. Gdy w 1056 zmarł Henryk III, papież Wiktor II dokonał, z pozoru mało istotnych, zmian administracyjnych. Jedną z nich była zmiana formy graficznej bulli (ołowiana pieczęć urzędu papieskiego z podobiznami świętych Piotra i Pawła), która od tego czasu przedstawiała wizerunek Piotra otrzymującego klucze od Chrystusa, oraz wizerunek Rzymu. Wiktor II zalecił też, by regentką 5-letniego następcy tronu cesarskiego Henryka IV była cesarzowa-wdowa Agnieszka. Gdy więc w dwa lata później Wiktor II zmarł, na jego następcę wybrano – bez udziału rodziny cesarskiej – współpracownika grupy reformatorów Leona IX, Fryderyka z Lotaryngii OSB. Gdy w 1058 grupa pięciu, zebranych poza Rzymem, współpracowników-cardini (kardynałów) wybrała na kolejnego papieża biskupa Florencji Gerharda z Burgundii, formalnie wysłano prośbę o akceptację, do regentki Agnieszki. Nie wiadomo, czy pismo było wysłane przed czy po dokonaniu wyboru. Nowo wybrany Mikołaj II przybył w następnym roku do Rzymu z wojskiem toskańskim oraz grupą reformatorów, by zdetronizować uznawanego za antypapieża-uzurpatora Benedykta X. 

#### Dekret Mikołaja II
Mikołaj II zwołał po Wielkanocy 1059 na Lateranie synod, którego głównym tematem było uregulowanie zasad wyboru biskupa Rzymu. Bulla In nomine Domini z 13 kwietnia 1059 zawierała dekret, który ustalał reguły wyboru, rolę kolegium kardynalskiego i wyznaczał moment, od którego elekt stawał się papieżem. Zgodnie z dekretem, to do kardynałów-biskupów (traktowani jak metropolici) należały konsultacje i sam wybór papieża. Do ich grona później mogli dołączać inni kardynałowie, a na końcu pozostali duchowni i lud. Dekret dawał możliwość dokonywania wyboru także poza Rzymem, gdyby okoliczności tego wymagały, a nowo wybrany papież miał uzyskiwać wszystkie przynależne funkcji prerogatywy – niezależnie od formalnej intronizacji i objęcia diecezji rzymskiej. Dekret określał także, że w okresie sediswakancji „Kościół Rzymu” był tam, gdzie osiedlili się elektorzy i później wybrany papież. Dokument nie uzależniał wyboru od woli cesarza, a jedynie wspominał o należnej czci i szacunku dla cesarza. Prawo do wyrażenia przez cesarza zgody było uzależniane od ewentualnego nadania takiego uprawnienia przez papieża każdemu kolejnemu cesarzowi.

### Sobór laterański III
5 marca 1179 rozpoczął się, zwołany przez Aleksandra III ekumeniczny Sobór laterański III. Soborowa konstytucja Licet de vitanda discordia odnosiła się także do kwestii wyboru papieża. Kanon 1 De electione summi pontificis zapewniał czynne prawo wyborcze wszystkim członkom Kolegium Kardynalskiego, a nie jak dotychczas – kardynałom biskupom, oraz ustalił, że do wyboru wystarczy uzyskanie dwóch trzecich głosów. Sobór rozpoczął długi, 150-letni okres w historii Kościoła bez występowania antypapieży.

### Pierwowzór konklawe
Podczas wyborów w marcu 1118 roku kardynałowie wybrali na biskupa Rzymu Jana Coniulo z Gaety OSB, który przyjął imię Gelazjusz II. Były to pierwsze wybory, w których można dopatrzyć się przyszłej formy konklawe – elektorzy zebrali się bowiem potajemnie w klasztorze Santa Maria del Pellara, by uchronić się przed cesarską ingerencją. Jednak zdaniem Michela Maccarrone, włoskiego historyka, przewodniczącego Papieskiego Komitetu Nauk Historycznych, „pierwsze w dziejach konklawe” odbyło się 8 stycznia 1198, w dniu śmierci Celestyna III, gdy kardynałowie zebrali się w benedyktyńskim obiekcie na terenie ad Septa solis w realiach klauzury, by – jak pisał wybrany wówczas Innocenty III – „móc dyskutować o zastąpieniu papieża w swobodniejszy i bezpieczniejszy sposób”. Podczas owego „konklawe” spośród grona elektorów wybrano kilku skrutatorów, którzy liczyli głosy i przedstawiali wynik zgromadzonym, oraz użyto pierwowzoru karty wyborczej. Kolejne wybory, które odbyły się po śmierci Innocentego III w 1216, także odbyły się w realiach klauzury. Wybrany został wówczas Honoriusz III, który w 1225 ogłosił Ordo Romanus de consutetudinbus, którego część stanowiła Liber consuum, księga ustanawiająca rytuał, który miał odtąd towarzyszyć wyborowi papieża.
Gdy 22 sierpnia 1241 zmarł Grzegorz IX przystąpienie do wyboru jego następcy było bardzo utrudnione. Dwa lata wcześniej Grzegorz IX (po raz kolejny) obłożył cesarza Fryderyka II klątwą i ogłosił go Antychrystem. Jedną z wielu konsekwencji była wprowadzona przez Fryderyka blokada, by uniemożliwić dotarcie duchownych na zwołane wcześniej obrady soboru, a około stu, próbujących dotrzeć do Rzymu drogą morską, duchownych zostało przez cesarza uwięzionych. W tej sytuacji tylko dziesięciu kardynałów w tym samym miejscu, gdzie wybrany był przed laty Innocenty III. Elektorzy nie mogli się zdecydować czy wybrać kandydata, który utrzymywałby linię oporu wobec cesarza, czy też takiego, który byłby nastawiony bardziej pokojowo. Wobec przedłużających się obrad elektorzy zostali zamknięci przez jedynego senatora Rzymu, Matteo Rosso Orsini. Mikołaj z Calvi opisywał, że kardynałowie zostali zamknięci w realiach carcerali ergastulo przez dwa miesiące. Elektorzy ciężko znosili braki jedzenia, odosobnienie, upał i fatalne warunki sanitarne. W konsekwencji kilku kardynałów się rozchorowało, a kard. Robert Somercote zmarł. Dopiero 25 października 1241 doszło do wyboru Celestyna IV, ale także nowo wybrany papież zmarł 10 listopada tego roku. Pamiętni katastrofalnych skutków dopiero co zakończonych wyborów członkowie kolegium kardynalskiego nie chcieli przystępować do kolejnej elekcji, więc dopiero w dziewiętnaście miesięcy później wyboru dokonała grupa kardynałów zgromadzonych w Anagni (wybrany został Sinibaldo Fieschi – jeden z kardynałów, którzy rozchorowali się podczas uwięzienia przez Orsiniego w czasie wyborów 1241). 
Po śmierci Klemensa IV 29 listopada 1268 nastąpił najdłuższy w historii papiestwa okres sediswakancji i odbyły się najsłynniejsze wybory, znane jako „konklawe” w Viterbo. Trwały 33 miesiące i zakończyły się 1 września 1271. Zebrało się 19 elektorów, ale w czasie wyborów dwóch zmarło. Kardynałowie sami zdecydowali o prowadzeniu wyborów w zamknięciu i obradowali w katedrze lub w wielkiej sali pałacu papieskiego. Mimo jednak upływu czasu nie udawało się dokonać wyboru. W gronie elektorów istniały przeciwne stanowiska polityczne i eklezjalne. Do Viterbo – wracając z wyprawy krzyżowej – przybył król Francji Filip III Śmiały, przyjechał Baldwin II de Courtenay, były bizantyński cesarz łaciński, król Sycylii Karol I Andegaweński i inni władcy, dostojnicy i duchowni, licząc na to, że naciski pozwolą na zakończenie wyborów. Jednak kardynałowie nadal nie mogli dojść do porozumienia i uzyskać wymaganej większości dwóch trzecich głosów. 
W tej sytuacji Corrado di Alviano, podesta miasta Viterbo, w którym odbywały się wybory, nakazał (prawdopodobnie jesienią 1269) fizyczne zamknięcie elektorów. Decyzja ta miała ich ponaglić, ale także ochronić wybory przed zewnętrznymi wpływami politycznymi. Wobec przedłużającego się braku konsensusu rozebrano dach pałacu, w którym toczyły się obrady, by w ten sposób przynaglić elektorów do zakończenia konklawe i wyboru papieża. Od tego czasu kardynałowie otrzymywali jedynie chleb i wodę. Wybory trwały prawie 3 lata, do 1271, kiedy to wybrano Tebaldo Viscontiego, który w tym czasie nie był kapłanem. Objął tron dopiero po 7 miesiącach, gdy otrzymał święcenia. Przybrał imię Grzegorza X.

### Sobór lyoński II i konstytucjaUbi periculum
Najistotniejsza kodyfikacja procedury wyboru papieża została wprowadzona przez Grzegorza X 7 lipca 1274, podczas Soboru lyońskiego II. Wówczas to Grzegorz X wydał konstytucję Ubi periculum, w której ustanowił ramy normatywne konklawe oraz jego szczegółowy regulamin. Zdecydował, że jeżeli papież umrze w miejscu, w którym znajduje się kuria, kardynałowie winni czekać na nieobecnych elektorów tylko przez dziesięć dni. Mieli się zebrać w pałacu, w którym rezydował dotychczasowy papież. Konstytucja określała, by mieszkali wspólnie, bez oddzielnych pokoi, zamknięci w jednej komnacie pobawionej przegród, bez kontaktu ze światem zewnętrznym. Każdemu z elektorów mógł towarzyszyć tylko jeden, a wyjątkowo maksymalnie dwóch służących. Zamknięcie mieli zagwarantować od wewnątrz sami kardynałowie (a klucz miał być powierzony kamerlingowi), oraz jeden urzędnik na zewnątrz, na którym spoczywał obowiązek zapewnienia zaopatrzenia kolegium elektorów.
Regulacja zastrzegała, że jeżeli w ciągu 3 nie dokonają wyboru nowego papieża, to elektorzy przez następne 5 dni będą otrzymywali dwa jednodaniowe posiłki. Gdyby i to okazało się nieskuteczne, to po kolejnych pięciu dniach mieli już otrzymywać tylko chleb, wodę i wino w niewielkiej ilości.
W czasie wyborów pieczę nad dobrami elektorów miał sprawować kamerling, a wszelkie dochody uzyskane z nich w tym czasie miały być przezeń przejęte i przekazane nowemu papieżowi. Konstytucja określała także obowiązki władz miasta, w którym odbywają się wybory.
W konstytucji soborowej po raz pierwszy użyte zostało słowo conclave, jako określenie miejsca, w którym elektorzy mają się zbierać, by przystąpić do wyboru nowego biskupa Rzymu, a także na określenie samego zgromadzenia, które zebrało się w celu dokonania tego wyboru. Etymologicznie słowo conclave, które powstało z połączenia słów cum i clavis, w klasycznej łacinie oznaczało pomieszczenie zamykane na klucz.

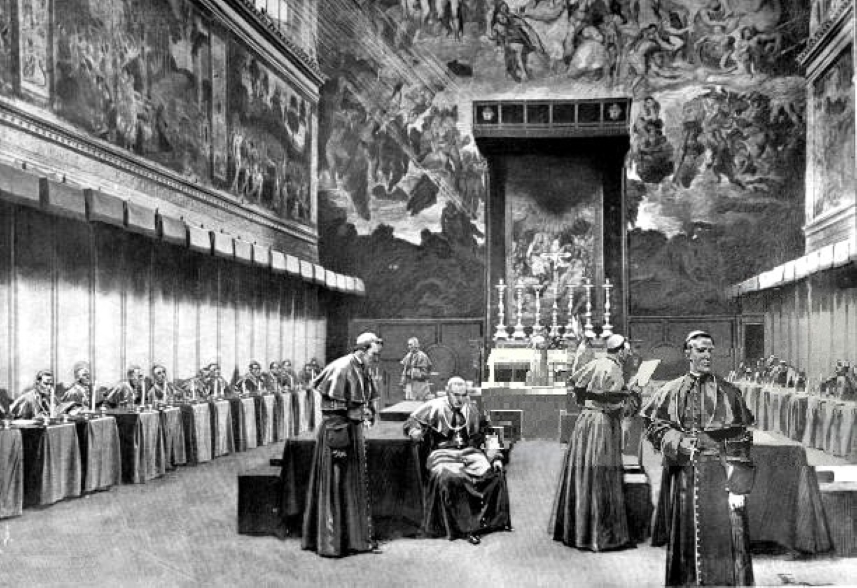
Konklawe 1903

### XX–XXI w.
20 stycznia 1904 Pius X ogłosił konstytucję apostolską Commissum nobis, w której zakazał stosowania rzekomego prawa Ius Exclusivæ, które w przeszłości było stosowane, a umożliwiało zgłaszanie ze strony mocarstw weta w stosunku do kandydatury na papieża. 25 grudnia 1905 Pius X ogłosił konstytucję Vacante Sede Apostolica, która reorganizowała konklawe, a wprowadzane zmiany miały na celu zagwarantowanie wolności procesu, zapewnienia jego tajności, znosiły system głosowania przez accessus (polegało na ujawnieniu osobistej zmiany preferencji i zmiany poparcia na rzecz innego kandydata niż ten, na którego oddało się głos w poprzedniej turze), które funkcjonowało co najmniej od XVI w. danego dnia (z dwóch na cztery).
1 marca 1922 Pius XI wydał motu proprio Cum Proxime, które ustalało, by na wybór papieża czekać 15 a nie 10 dni, co miało umożliwić dotarcie na czas kardynałom spoza Europy. Regulacja ta została ponowiona w konstytucji apostolskiej Quae divinitus zz 25 marca 1935.

#### Po Soborze watykańskim II
Po Soborze watykańskim II Paweł VI ogłosił dwa dokumenty dotyczące wyborów: motu proprio Ingravescentem aetatem (z 21 listopada 1970), który wprowadzał zasadę utraty czynnego prawa wyborczego przez kardynałów, którzy ukończyli 80. rok życia, oraz konstytucję apostolską Romano Pontifici eligendo (z 1 października 1975). Zachowane zostały zasady klasycznych metod wyboru (przez kompromis, aklamację, tajne głosowanie), wygaśnięcie funkcji kardynałów w kurii (oprócz stanowiska wikariusza Rzymu, kamerlinga i penitencjarza), a także konieczność zachowania tajemnicy i klauzury. Zlikwidowana została możliwość wstępu na wybory „konklawistów”, czyli osób towarzyszących, w tym sekretarzy lub służących. Określona została maksymalna liczba elektorów na 120 osób, oraz zasada, że od momentu wyrażenia zgody wybrany staje się natychmiast pełnoprawnym papieżem (za wyjątkiem sytuacji, gdy wybrany nie ma jeszcze święceń biskupich – w takiej sytuacji musi być natychmiast konsekrowany). Wprowadzona, a raczej przywrócona, została zasada większością 2/3 głosów +1. Po 30 bezowocnych głosowaniach elektorzy mogli zastosować inne kryteria (np. zwykła większość +1 lub forma dogrywki). Wprowadzona została możliwość, by po trzech dniach głosowań stosować przerwy na modlitwy i swobodną wymianę opinii między elektorami.
22 lutego 1996 Jan Paweł II ogłosił Konstytucję Apostolską O wakansie Stolicy Apostolskiej i wyborze Biskupa Rzymskiego (Universi Dominici gregis). Dokument ustalał, że miejscem wyboru ma być Kaplica Sykstyńska w Watykanie, a  elektorzy mają mieszkać w Domus Sanctae Marthae. Zniesione zostały dwie metody wyboru: przez „kompromis”  – w której elektorzy „dobrowolnie i spontanicznie ogłaszają kogoś papieżem, jednomyślnie i głośno” – oraz przez „inspirację”. Jedynym sposobem pozostało więc tajne, pisemne, indywidualne głosowanie (per scrutinium). Konstytucja nakazywała, by podczas pierwszych trzydziestu czterech głosowań odbytych w czasie dwóch tygodni uzyskać większość 2/3 głosów (już bez jednego głosu przewagi wprowadzanego przez Piusa XII i Pawła VI). Po 14 dniu elektorzy mogą ustalić inny sposób głosowania, który nadal musi pozostać tajny i realizowany pisemnie. Elektorzy nie mogą słuchać radia, oglądać telewizji czy otrzymywać prasy. Nie mogą przesyłać wiadomości poza Watykan. W zakresie spraw osobistych i urzędowych muszą wydać polecenia przed rozpoczęciem konklawe.
11 czerwca 2007 Benedykt XVI opublikował motu proprio De aliquibus mutationibus in normis de electione Romani Pontificis, w którym dokonał niewielkich modyfikacji (m.in. do końca konklawe elektorzy muszą prowadzić głosowanie z zachowaniem wymogu większości 2/3 głosów).
Obecnie w skład konklawe wchodzą kardynałowie elektorzy, czyli wyłącznie ci, którzy w dniu zaistnienia wakatu Stolicy Apostolskiej nie osiągnęli jeszcze wieku osiemdziesięciu lat. Maksymalnie w konklawe może brać udział 120 kardynałów. W konklawe 2025 roku wzięło udział 133 spośród 135 uprawnionych kardynałów.

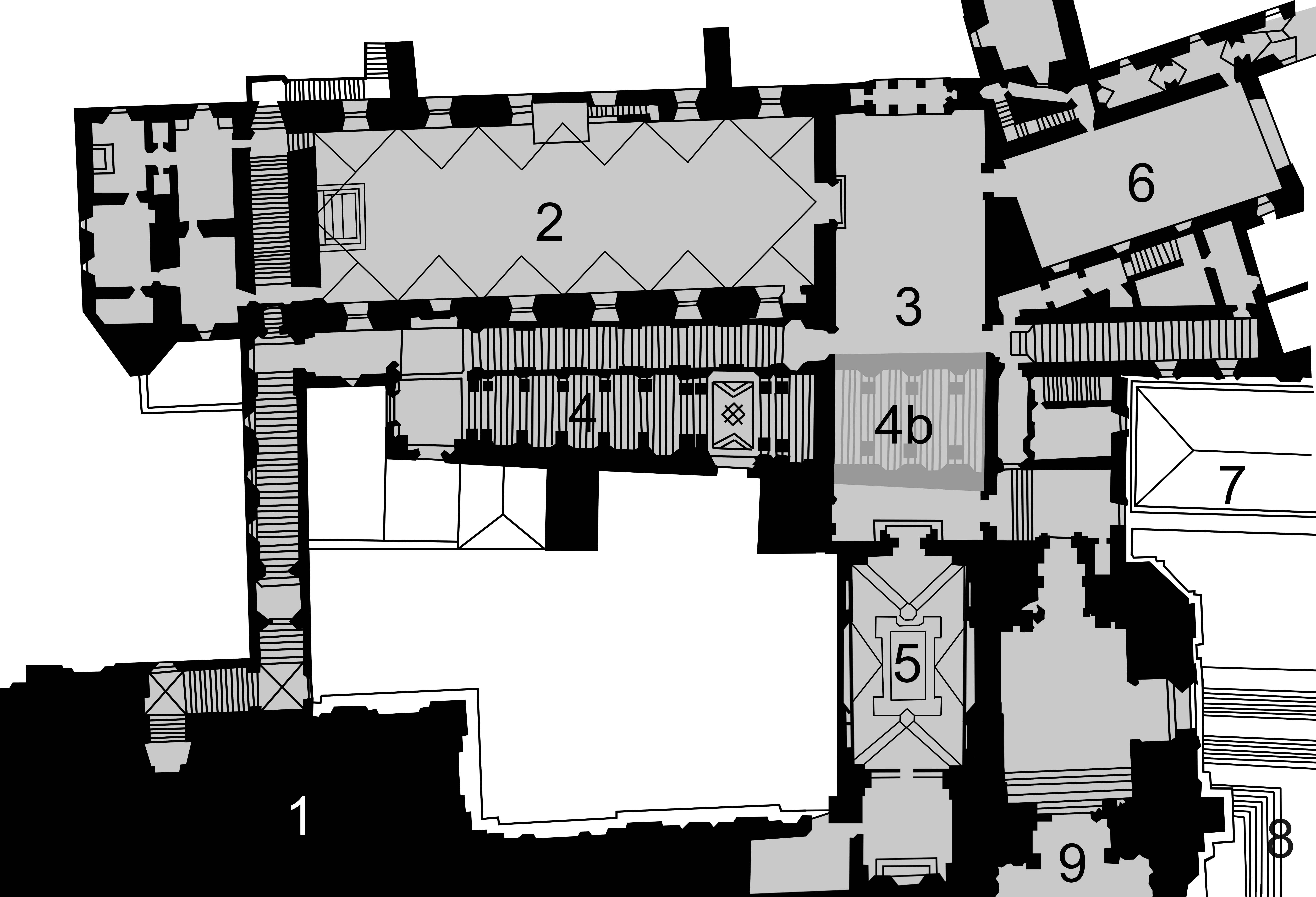
Rzut Kaplicy Sykstyńskiej z przyległymi pomieszczeniami:
1. Bazylika św. Piotra,
2. Kaplica Sykstyńska,
3. Sala Regia,
4. Scala Regia,
4b. Scala Regia (część pod Sala Regia),
5. Cappella Paolina,
6. Sala Ducale,
7. północne skrzydło Kolumnady Berniniego,
8. Plac św. Piotra,
9. sala błogosławieństw (oraz loggia delle benedizioni.

## Wybory
Obrzędy związane z wyborem nowego papieża są zebrane w wydanej przez Urząd Papieskich Celebracji Liturgicznych księdze liturgicznej Ordo Rituum Conclavis. Na początku przedstawione są rubryki i czytania Mszy św. w intencji wyboru papieża (Missa pro eligendo Romano Pontifice), która jest celebrowana rano w dniu rozpoczynającym konklawe. Przewodniczy jej dziekan Kolegium Kardynałów. Następnie elektorzy zbierają się w Kaplicy Paulińskiej, gdzie dziekan kolegium elektorów otwiera zgromadzenie, po czym formuje się procesja i rusza do Kaplicy Sykstyńskiej. Na miejscu dziekan w imieniu wszystkich kardynałów wypowiada przyrzeczenie przestrzegania wytycznych zawartych w Konstytucji Apostolskiej Universi Dominici Gregis. Każdy z kardynałów osobiście potwierdza wygłoszoną przysięgę słowami: „I ja (imię), kardynał, przyrzekam, zobowiązuję się i przysięgam”. Następnie Mistrz celebracji wypowiada słowa „extra omnes”, nakazując osobom spoza grona elektorów opuszczenie kaplicy. Ceremoniarze rozdają karty do głosowania i także opuszczają kaplicę. 

### Głosowanie
Znane w historii zgromadzenia konklawe często trwały kilka dni (a nawet miesięcy). Głosowanie kardynałów jest tajne i toczy się w kolejnych turach. Wspomniana konstytucja ogranicza liczbę głosowań do 30, po czym kardynał kamerling konsultuje się z kardynałami elektorami co do dalszego sposobu postępowania. Nie można w żadnym razie odstąpić od zasady, że papież musi być wybrany co najmniej liczbą 2/3 wszystkich głosów. Dana tura zostaje uznana za zakończoną wyborem, jeśli co najmniej 2/3 głosów zostanie oddanych na jednego kandydata. Kardynał prowadzący konklawe pyta wybranego „Czy przyjmujesz twój kanoniczny wybór na Biskupa Rzymskiego?”. Po wyrażeniu zgody nowy papież wybiera imię (n. 87 Universi Dominici gregis). Następnie pozostali kardynałowie wyrażają oddanie i posłuszeństwo nowemu zwierzchnikowi – homagium.
Kardynałowie nie są zobowiązani do wyboru nowego papieża spomiędzy siebie. Świadczy o tym bezpośrednio konstytucja Universi Dominici gregis w n. 83: „niech oddadzą swój głos na tego, kogo także poza Kolegium Kardynałów uznają za bardziej godnego od innych do owocnego i skutecznego zarządzania Kościołem powszechnym”.

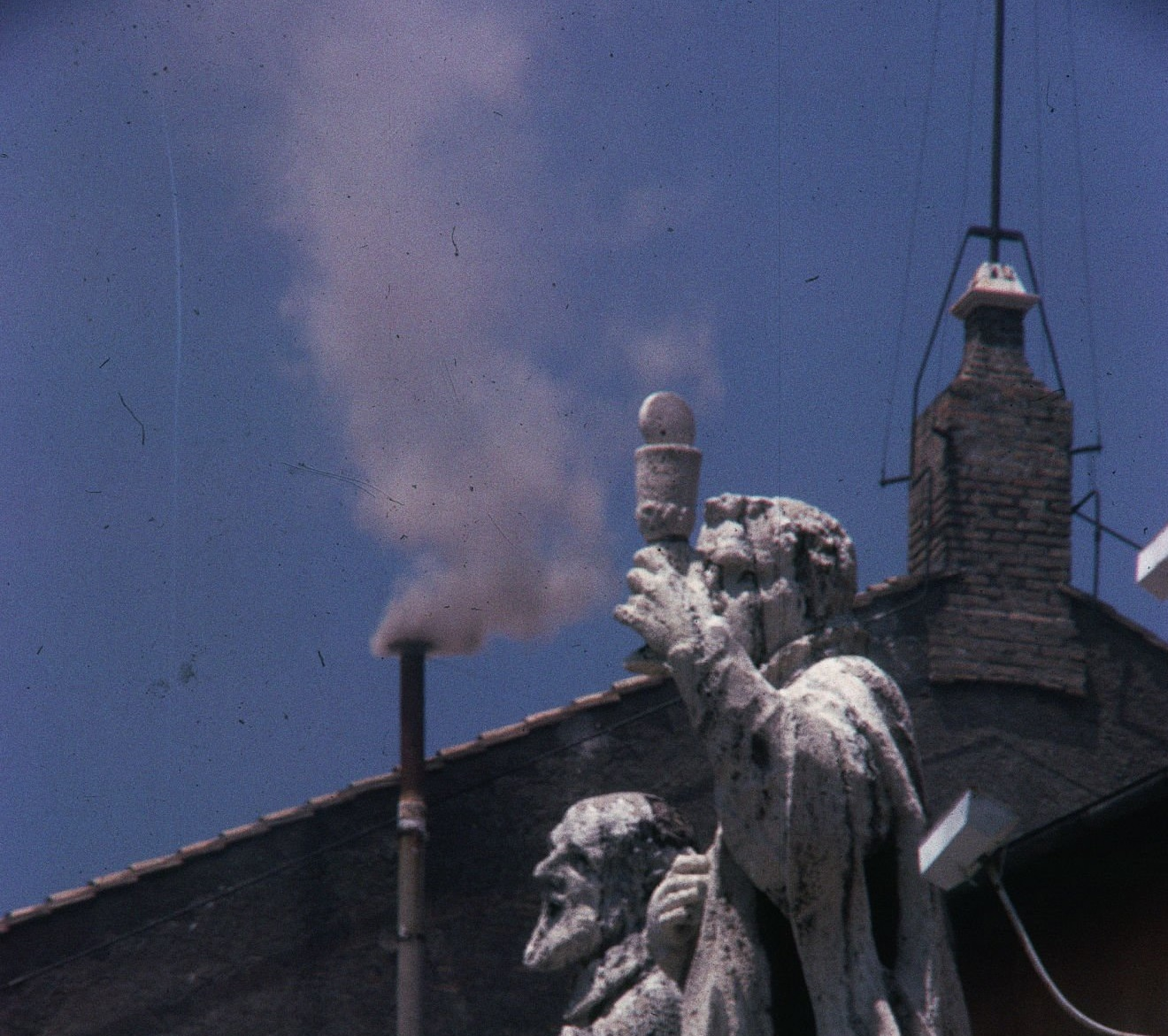
Biały dym nad Kaplicą Sykstyńską, 21 czerwca 1963 (wybór Pawła VI)

### Ogłoszenie wyniku
Po głosowaniu wszystkie karty wyborcze są spalane w żelaznym piecyku, specjalnie instalowanym na czas konklawe. Kolor dymu nad Kaplicą Sykstyńską komunikuje zebranym na zewnątrz wiernym wynik głosowania. Czarny dym informuje o braku decyzji wyborczej, a biały o dokonaniu wyboru. Kardynał protodiakon (pierwszy z kardynałów diakonów) ustnie oznajmia ludowi dokonany wybór: Annuntio vobis gaudium magnum – habemus papam (Ogłaszam wam wielką radość – mamy papieża) i ogłasza jego imię. W tym momencie kończy się okres sediswakancji. Nowo wybrany papież udziela Błogosławieństwa Apostolskiego Urbi et Orbi z balkonu bazyliki watykańskiej.

#### Fumata bianca
Po zakończeniu głosowania używane są dwa odrębne piecyki. W jednym spalane są karty do głosowania, a drugi jest używany do wytworzenia dymu, którego kolor sygnalizuje obserwatorom zebranym na Placu św. Piotra wynik danej tury głosowań. Dym w kolorze czarnym oznacza, że wakat trwa, a dym biały (fumata bianca) ogłasza fakt dokonania wyboru.
Biały dym, jako medium do przekazania informacji o wyborze, jest stosowany stosunkowo od niedawna. Pierwszy raz wybór papieża został w taki sposób zakomunikowany 3 września 1914, po wyborze kard. Giacomo della Chiesa (przyjął imię Benedykt XV). Przed tym konklawe podczas trwania sediswakancji (sede vacante) widoczny był dym czarny, zaś o dokonaniu wyboru świadczył brak dymu. Z kolei karty ze skutecznego głosowania nie były wówczas palone, ale je archiwizowano.
Podczas niektórych konklawe (w XX w.) z komina na dachu Kaplicy Sykstyńskiej wydobywał się dym w kolorze, który trudno było zinterpretować. Mówiono wówczas o „dymie niepewnym” (fumata incerta). Po jednym z głosowań podczas konklawe z 1958 przez pierwsze kilka minut z komina wydobywał się dym biały, mimo iż wybór nie został dokonany. Podawaną dalej błędną informację skorygowano, gdy po pewnym czasie dym zmienił barwę na czarną. W związku z takimi sytuacjami, do piecyka wkłada się dodatkowo specjalne substancje chemiczne, które mają zapewnić wyraźny kolor dymu. Dodatkowo do sygnału za pomocą białego dymu, dołączony został zwyczaj bicia dzwonów, które ma potwierdzić fakt dokonania wyboru.
Termin fumata bianca przeniknął do języka włoskiego jako synonim zakończenia oczekiwania na jakieś rozstrzygnięcie, czy rozwiązania danej sprawy.